# جایزه ژاپن
جایزهٔ بین‌المللی ژاپن (ژاپنی: 日本国際賞) یا به اختصار جایزهٔ ژاپن (انگلیسی: Japan Prize) نام جایزه‌ای است که افرادی از سرتاسر دنیا اهدا می‌شود که «دستاوردهای نوآورانه و عالی آنها در زمینهٔ علوم و تکنولوژی، موجب پیش‌برد مرزهای دانش و خدمت به صلح و خوشبختی بشریت شود.»
این جایزه را «بنیاد جایزهٔ ژاپن» از سال ۱۹۸۵ میلادی اعطا می‌کند و تاکنون به ۹۴ دانشمند و متخصص از ۱۳ کشور مختلف دنیا اهدا شده‌است. جایزهٔ بین‌المللی ژاپن، شامل یک مدال بزرگداشت و ¥۵۰ میلیون ین ژاپن (تقریباً معادل ۴۴۵٬۷۵۲ دلار آمریکا) است و در حضور امپراتور ژاپن و همسرش، نخست‌وزیر ژاپن، رئیس مجلس و رئیس دادگاه عالی ژاپن اهدا می‌گردد.
این جایزه را پس از جایزه نوبل، یکی از معتبرترین جوایز اهدا شده در زمینهٔ علم و تکنولوژی می‌دانند.